# Euchaetes jalapa
Euchaetes jalapa är en fjärilsart som beskrevs av Embrik Strand 1919. Euchaetes jalapa ingår i släktet Euchaetes och familjen björnspinnare. Inga underarter finns listade i Catalogue of Life.